# 대조전
창덕궁 대조전(昌德宮 大造殿)은 창덕궁 내전 중 가장 으뜸가는 건물이다.이곳에서 조선의 마지막 회의가 열렸다 
| “        | 대조전은 희정당 북쪽에 있고, 대내 곤전 정당이다. 무량각으로 남쪽에 선평문, 동쪽에 함광문, 서쪽에 경극문이 있다. | ” |
| — 궁궐지 | |   |

이 건물은 창덕궁 창건 때인 태종 5년에 함께 지어졌는지는 확실하지 않고, 다만 연산군 2년에 중수하였다는 기록이 있어 그 이전에 지어졌음을 알 수 있다. 임진왜란 때 창덕궁이 불에 타면서 이 건물도 소실되었다가 광해군 원년 창덕궁 재건 때 다시 지어진 것으로 보인다. 인조반정 때 내전이 모두 불에 타면서 이 건물도 불탔고, 인조 25년 재건되었다. 이때는 인경궁의 경수전을 철거하여 이건하였다. 순조 33년 또다시 소실되었다가 이듬해 재건되었으며, 다시 1917년에 불에 탄 것을 경복궁에 있던 교태전을 헐어 가져와 1920년 완공하여 오늘에 이르고 있다.

## 참고자료
- 대조전 - 국가유산청 국가유산포털

 본 문서에는 서울특별시에서 지식공유 프로젝트를 통해 퍼블릭 도메인으로 공개한 저작물을 기초로 작성된 내용이 포함되어 있습니다.